# Astronautul de la Solway Firth
Astronautul de la Solway Firth (engleză: Solway Firth Spaceman) se referă la o siluetă văzută într-o fotografie făcută în 1964 de către pompierul, fotograful și istoricul local, Jim Templeton (13 februarie 1920 - 27 noiembrie 2011). Faimoasa fotografie a fost făcută pe Burgh Marsh, cu vedere spre Solway Firth⁠(en)[traduceți] din Cumbria, Anglia. Templeton susține că fotografia prezintă în fundal o persoană purtând un costum spațial și a insistat că el nu a văzut pe nimeni de față atunci când fotografia a fost făcută. A făcut 3 poze la rând, dar doar în una apare acest astronaut. Imaginea a fost reprodusă pe scară largă în ziarele contemporane și a stârnit interesul ufologilor. Cei de la Kodak au analizat fotografia și au garantat că este reală; de asemenea, au promis că vor oferi un premiu celui care va rezolva enigma, premiu pe care nimeni nu l-a revendicat încă.